# Bethelium subopacum
Bethelium subopacum là một loài bọ cánh cứng trong họ Cerambycidae.